# RC SUCCESSION AT BUDOHKAN
『RC SUCCESSION AT BUDOHKAN』（アールシーサクセション アット ブドウカン）は、1982年に発表されたRCサクセションのライブ・ビデオグラム。

## 解説
RCサクセション初の日本武道館コンサートを収録したビデオグラム。当時フジテレビで放送されたものとは別編集で発売された。当初レーザーディスクのみの発売だったが、後に東芝EMIからVHS、β、DVDで再発売された。同時期に発売されたライブ・アルバム『Yeahhhhhh...at武道館』未収録の「よォーこそ」「恐るべきジェネレーションの違い（Oh,Ya!）」が収録されている。

## 収録曲

### Side 1
1. よォーこそ
（作詞・作曲－忌野清志郎）
2. ロックンロール・ショー
（作詞・作曲－RCサクセション）
3. Sweet Soul Music
（作詞・作曲－忌野清志郎）
4. ダーリン・ミシン
（作詞・作曲－忌野清志郎）
5. ガ・ガ・ガ・ガ・ガ
（作詞・作曲－G忌麗）
6. 多摩蘭坂
（作詞・作曲－忌野清志郎）

### Side 2
1. チャンスは今夜
（作詞・作曲－仲井戸麗市・忌野清志郎）
2. 恐るべきジェネレーションの違い（Oh,Ya!）
（作詞・作曲－忌野清志郎）
3. あきれてものも言えない
（作詞・作曲－忌野清志郎）
4. トランジスタ・ラジオ
（作詞・作曲－忌野清志郎・G1,238,471）
5. ブン・ブン・ブン
（作詞・作曲－忌野清志郎）
6. スローバラード
（作詞・作曲－忌野清志郎・みかん）
7. 雨あがりの夜空に
（作詞・作曲－忌野清志郎・仲井戸麗市）